# Portugees-Surinaamse betrekkingen
Portugees-Surinaamse betrekkingen verwijzen naar de huidige en historische betrekkingen tussen Portugal en Suriname. 
De twee landen knoopten op 2 maart 1977 diplomatieke betrekkingen aan. Portugal voerde zijn eerste diplomatieke missie echter niet eerder uit dan 24 november 1995, met de overhandiging van zijn geloofsbrieven door de niet-residerend ambassadeur Júlio Sales Mascarenhas.
De ambassadeur van Portugal resideert in Caracas, Venezuela. Er bevond zich tijdelijk een Portugees honorair consulaat aan de Domineestraat 34 in Paramaribo.
Portugezen hebben toegang tot Suriname met een toeristenkaart. Surinamers hebben toegang tot Portugal met een Schengenvisum.